# Ґрабіна (Кольський повіт)
Ґрабіна (пол. Grabina) — село в Польщі, у гміні Ольшувка Кольського повіту Великопольського воєводства.
Населення — 126 осіб (2011).
У 1975-1998 роках село належало до Конінського воєводства.

## Демографія
Демографічна структура станом на 31 березня 2011 року:
|          | Загалом | Допрацездатний вік | Працездатний вік | Постпрацездатний вік |
| -------- | ------- | ------------------ | ---------------- | -------------------- |
| Чоловіки | 63      | 13                 | 39               | 11                   |
| Жінки    | 63      | 14                 | 29               | 20                   |
| Разом    | 126     | 27                 | 68               | 31                   |